# Albizia schimperiana
Espèce
Classification phylogénétique
Albizia schimperiana est une espèce de plantes à fleurs du genre Albizia et de la famille des Fabaceae.